# Hôtel Saint-Pol
Het Hôtel Saint-Pol was een koninklijke residentie van de Franse koningen in Parijs en was in gebruik tussen 1360 en 1435. Het was gelegen in het 4e arrondissement.

## Geschiedenis
In 1360 begon dauphin Karel van Frankrijk met het omvormen van enkele hôtels in de wijk Le Marais tot een nieuwe residentie. Tot deze gebouwen behoorden het Hôtel du Petit Musc en het Hôtel d'Étampes dat in 1361 werd verworven. De gebouwen werden vervolgens hernoemd naar Hôtel Saint-Pol en werden in 1364 onvervreemdbaar van de Franse kroon verklaard. Doordat het nieuwe complex uit meerdere gebouwen bestond, kregen verschillende onderdelen hun eigen functie. Zo werd het voormalige Hôtel d'Étampes het kwartier van de koningin. Ook de koninklijke kinderen kregen hun eigen onderkomen. De woning werd grotendeels verbouwd door bouwmeester Raymond du Temple.
Het Hôtel Saint-Pol bood enkele voordelen ten opzichte van het Louvre. Zo was het hôtel comfortabeler en was het minder verbiedend dan het middeleeuwse Louvre. Daarnaast was het hôtel ook omringd door tuinen, lag het minder dicht bij de drukte van de stad en dichter bij het platteland.
Karel V en Johanna van Bourbon maakten veel gebruik van het paleis. Enkele van hun kinderen werden hier geboren en vervolgens gedoopt in de kerk van Saint-Paul. Karel VI van Frankrijk maakte eveneens gebruik van het kasteel, maar na de dood van zijn echtgenote Isabella van Beieren in 1435 werd het kasteel niet langer gebruikt door de kroon. Het Hôtel werd in 1463 door Lodewijk XI opgedeeld en in 1543 verkocht Frans I de grond.

## Culturele impact
Een groot deel van de historische roman Het woud der verwachting van Hella Haasse speelt zich af in en rondom het Hôtel Saint-Pol.